# Krzysztof Hołowczyc
Krzysztof Hołowczyc es un piloto polaco de automovilismo que ha destacado en la modalidad de rally y de rally raid.
Entre sus logros destacan el título de 2013 de la Copa Mundial de Rally Cross-Country de la FIA, el título de 1997 del Campeonato de Europa de Rally y los títulos de 1995, 1996 y 1999 del Campeonato Polaco de Rally.

## Trayectoria
Es piloto de rallies, especializado en rally raid, empezando a competir en el Campeonato Regional de Polonia de Rally.
Durante numerosas temporadas corrió varios rallies del WRC, aunque sólo pudo puntuar en uno de ellos. Este fue el Rally de Polonia de 2009, en el que acabó sexto corriendo para M-Sport Wolrd Rally Team. No obstante, también puntuó en el WRC 2003, en la categoría de Automóvil de Producción, antecesor del actual WRC 3.
En 2005 comenzó el año corriendo el Dakar, el cual estuvo plagado de problemas, finalizando en la posición número 60.ª a bordo de su Mitsubishi.
Un año después se une al equipo Overdrive Racing, con el que disputa el Rally Dakar de 2006, el cual no terminó. Mismo resultado cosechó en 2007, en la que tuvo que abandonar tras tener lesiones en la espalda y en las costillas tras un duro accidente en la etapa 3.
En 2009 tuvo un resultado totalmente distinto, ya que, con su quinto puesto, fue la primera vez que acabó entre los cinco primeros del torneo, con una diferencia mayor de 6 horas a el ganador de esa edición, Giniel de Villiers.
En 2011 corre el Dakar para el equipo alemán X-Raid, con el que vuelve  a acabar quinto. En 2012 empeora un poco su rendimiento pero, aun así, logra acabar en entre los diez primeros. En 2013, año en el que rompe su larga relación con el belga Jean-Marc Fortin para correr junto a Filipe Palmeiro, tuvo que abandonar de nuevo el Dakar. En el Mundial FIA de 2013 se proclamó campeón del mundo, teniendo al alemán Andreas Schulz a su derecha. Ganaron una prueba del mundial, la Baja Portoalegre, y finalizó en el podium otras dos veces.
Para el Dakar de 2014 Schulz deja de ser su copiloto en favor del ruso Konstantin Zhiltsov. Al término de su participación en el Dakar, donde fueron sextos, finaliza la relación laboral de la pareja, y Hołowczyc se unió a Xavier Panseri, junto a él disputó y ganó la Baja Polonia de la Copa Mundial de Rally Cross-Country de la FIA. Además, en el Rally Dakar de 2015, consiguió su mejor puesto de llegada y su primer podio, logrando el tercer puesto. 
En la Baja Polonia de 2020, a la que llegaba como uno de los favoritos, tuvo que retirarse el domingo cuando luchaba mano a mano por la victoria.
A partir de este momento, la presencia de Hołowczyc se limita a correr la prueba doméstica del Mundial FIA de raids, la Baja Polonia. No obstante, corrió las dos primeras rondas de la temporada 2015 del Campeonato de Europa de Rallycross, en las que puntuó en ambas.
En 2015 repitió victoria en la Baja Polonia, pero con Łukasz Kurzeja como copiloto. Un año después finalizó segundo la prueba doméstica. En 2017 acabó tercero, mientras que en 2018 volvió a ser segundo. Finalmente, en 2019, ya como parte de la Copa Mundial de Bajas Cross-Country de la FIA, Hołowczyc volvió a coronarse en la prueba en un gran prueba para los aficionados, que celebraron doblete autóctono ya que Jakub Przygoński fue segundo.

## Resultados

### Campeonato del Mundo de Rallies
| Año  | Equipo                             | Coche                     | 1      | 2      | 3   | 4       | 5      | 6   | 7       | 8       | 9   | 10      | 11      | 12  | 13    | 14      | Posición | Puntos |
| ---- | ---------------------------------- | ------------------------- | ------ | ------ | --- | ------- | ------ | --- | ------- | ------- | --- | ------- | ------- | --- | ----- | ------- | -------- | ------ |
| 1996 | Stomil Olsztyn Mobil1 Rally Team   | Subaru Impreza 555        | SWE 20 | KEN    | IND | GRE     | ARG    | FIN | AUS     | ITA     | ESP |         |         |     |       |         | NC       | 0      |
| 1997 | Stomil Olsztyn Mobil1 Rally Team   | Subaru Impreza 555        | MON    | SWE    | KEN | POR     | ESP    | FRA | ARG     | GRE     | NZE | FIN     | IND     | ITA | AUS   | GBR Ret | NC       | 0      |
| 1998 | Stomil Olsztyn Mobil1 Rally Team   | Subaru Impreza S3 WRC 97  | MON    | SWE    | KEN | POR 10  | ESP 13 | FRA | ARG 7   | GRE     | NZE | FIN     | ITA Ret | AUS | GBR 8 |         | NC       | 0      |
| 1999 | Turning Point Rally Team           | Subaru Impreza S4 WRC 98  | MON    | SWE 15 | KEN | POR Ret | ESP    | FRA | ARG     | GRE     | NZE | FIN     | CHN     | ITA | AUS   | GBR 13  | NC       | 0      |
| 2000 | Wizja TV Turning Point             | Subaru Impreza S5 WRC 99  | MON    | SWE 16 | KEN | POR Ret | ESP    | ARG | GRE Ret | NZE Ret | FIN | CHP Ret | ITA     | FRA | GBR   | AUS     | NC       | 0      |
| 2003 | Krzysztof Hołowczyc                | Mitsubishi Lancer Evo VII | MON    | SWE 33 | TUR | NZE Ret | ARG    | GRE | CHP     | GER Ret | FIN | AUS     | ITA     | FRA | ESP   | GBR     | NC       | 0      |
| 2009 | Stobart VK M-Sport Ford Rally Team | Ford RS WRC 08            | IRE    | NOR    | CHP | POR     | ARG    | ITA | GRE     | POL 6   | FIN | AUS     | ESP     | GBR |       |         | 16º      | 3      |
| 2014 | Lotto Team                         | Ford RS WRC               | MON    | SWE    | MEX | POR     | ARG    | ITA | POL Ret | FIN     | GER | AUS     | FRA     | ESP | GBR   |         | NC       | 0      |
| 2015 | Lotto Team                         | Ford RS WRC               | MON    | SWE    | MEX | ARG     | POR    | ITA | POL Ret | FIN     | GER | AUS     | FRA     | ESP | GBR   |         | NC       | 0      |

### Campeonato del Mundo de Rallies de Automóviles de Producción
| Año  | Equipo              | Coche                     | 1     | 2       | 3   | 4   | 5       | 6   | 7   | Posición | Puntos |
| ---- | ------------------- | ------------------------- | ----- | ------- | --- | --- | ------- | --- | --- | -------- | ------ |
| 2003 | Krzysztof Hołowczyc | Mitsubishi Lancer Evo VII | SWE 5 | NZE Ret | ARG | CHP | GER Ret | AUS | FRA | 16º      | 4      |

### Rally Dakar
| Año     | Categoría | Equipo              | Vehículo   | Copiloto            | Posición | Etapas |
| ------- | --------- | ------------------- | ---------- | ------------------- | -------- | ------ |
| 2005    | Coches    | Mitsubishi Ralliart | Mitsubishi | Jean-Marc Fortin    | 60.º     | -      |
| 2006    | Coches    | Overdrive           | Nissan     | Jean-Marc Fortin    | Ret.     | -      |
| 2007    | Coches    | Overdrive           | Nissan     | Jean-Marc Fortin    | Ret.     | -      |
| 2009    | Coches    | Overdrive           | Nissan     | Jean-Marc Fortin    | 5.º      | -      |
| 2010    | Coches    | Overdrive           | Nissan     | Jean-Marc Fortin    | Ret.     | -      |
| 2011    | Coches    | X-Raid              | BMW X3     | Jean-Marc Fortin    | 5.º      | -      |
| 2012    | Coches    | X-Raid              | MINI JCW   | Jean-Marc Fortin    | 9.º      | 1      |
| 2013    | Coches    | X-Raid              | MINI JCW   | Filipe Palmeiro     | Ret.     | -      |
| 2014    | Coches    | X-Raid              | MINI JCW   | Konstantin Zhiltsov | 6.º      | -      |
| 2015    | Coches    | X-Raid              | MINI JCW   | Xavier Panseri      | 3.º      | -      |
| Fuente: |           |                     |            |                     |          |        |

### Copa Mundial de Rally Cross-Country de la FIA
| Año  | Coche | Equipo | Copiloto       | 1     | 2     | 3     | 4     | 5     | 6     | 7     | 8     | 9     | 10  | 11  | Posición | Puntos |
| ---- | ----- | ------ | -------------- | ----- | ----- | ----- | ----- | ----- | ----- | ----- | ----- | ----- | --- | --- | -------- | ------ |
| 2013 | MINI  | X-Raid | Andreas Schulz | ITA 3 | ABU 5 | QAT 2 | ESP 4 | HUN 3 | POL 9 | POR 1 |       |       |     |     | 1º       | 148    |
| 2014 | MINI  | X-Raid | Xavier Panseri | RUS   | ITA   | ABU   | QAT   | EGP   | ESP   | HUN   | POL 1 | MAR   | POR |     | 12º      | 30     |
| 2015 | MINI  | X-Raid | Łukasz Kurzeja | RUS   | ABU   | QAT   | EGP   | ITA   | ESP   | HUN   | POL 1 | MAR   | POR |     | -        | -      |
| 2016 | MINI  | X-Raid | Łukasz Kurzeja | RUS   | ABU   | QAT   | ITA   | ESP   | HUN   | POL 2 | MAR   | POR   |     |     | -        | -      |
| 2017 | MINI  | X-Raid | Łukasz Kurzeja | RUS   | DUB   | ABU   | QAT   | KAZ   | ITA   | ESP   | HUN   | POL 3 | MAR | POR | -        | -      |
| 2018 | MINI  | X-Raid | Łukasz Kurzeja | RUS   | DUB   | ABU   | QAT   | KAZ   | ITA   | ESP   | HUN   | POL 2 | MAR | POR | -º       | -      |

### Copa Mundial de Bajas Cross-Country de la FIA
| Año     | Coche | Equipo | Copiloto       | 1   | 2     | 3   | 4   | 5   | 6     | 7     | 8   | 9   | Posición | Puntos |
| ------- | ----- | ------ | -------------- | --- | ----- | --- | --- | --- | ----- | ----- | --- | --- | -------- | ------ |
| 2019    | MINI  | X-Raid | Łukasz Kurzeja | RUS | DUB   | ITA | ESP | HUN | POL 1 | JOR   | POR |     | 8º       | 30     |
| 2020    | MINI  | X-Raid | Łukasz Kurzeja | RUS | POL 7 | POR |     |     |       |       |     |     | 13º      | 6      |
| 2021    | MINI  | X-Raid | Łukasz Kurzeja | RUS | DUB   | DUB | JOR | ESP | HUN   | POL 1 | JOR | POR | 7º       | 27,5   |
| Fuente: |       |        |                |     |       |     |     |     |       |       |     |     |          |        |

### Campeonato de Europa Rallycross
| Año  | Equipo     | Coche       | 1      | 2      | 3   | 4   | 5   | Posición | Puntos |
| ---- | ---------- | ----------- | ------ | ------ | --- | --- | --- | -------- | ------ |
| 2015 | Lotto Team | Ford Fiesta | BEL 10 | NOR 11 | SWE | BAR | LET | 17º      | 16     |

## Carrera política
Krzysztof Hołowczyc fue miembro del Parlamento Europeo entre 2007 y 2009 por el partido político polaco Plataforma Cívica.

## Premios
- Cruz del Mérito de la República de Polonia plateada en 2000.

- Cruz del Mérito de la República de Polonia dorada en 2005.